# Euharistijsko klanjanje
Euharistijsko klanjanje ili adoracija (lat. adoratio), poznata i kao pobožnost Presvetom Oltarskom Sakramentu, je pobožnost u Katoličkoj Crkvi, anglo-katoličkoj i luteranskoj tradiciji, u kojoj je Isus izložen na oltaru u obliku Presvetoga Oltarskog Sakramenta (Tijelo Kristovo, posvećena hostija) izložen za molitveno i meditativno čašćenje i obožavanje vjernicima.
Iako je euharistisko klanjanje praksa latinskog obreda, neke grkokatoličke crkve su preuzele praksu poklonstvenog bogoslužja, obično s kvasnim kruhom umjesto hostije.
Klanjanje je znak odanosti i obožavanja Isusa Krista, za kojeg katolici vjeruju da je prisutan kao Tijelo, Krv, Duša i Božanstvo, pod prilikama posvećene hostije, u obliku kruha. Kao pobožnost euharistijsko klanjanje i meditacija ponajviše se usmjeravaju na klanjanje i promatranje Presvetog Oltarskog Sakramenta, ali se vjeruje da je to i nastavak onoga što se slavi u euharistiji. S teološkog gledišta, klanjanje je oblik štovanja, a temelji se na načelu prisutnosti Krista u Presvetom Oltarskom Sakramentu.
Kršćanska meditacija, koja se izvodi u prisutnosti Euharistije izvan Mise, naziva se euharistijska meditacija. Prakticirali su je npr. Peter Julian Eymard, sveti Ivan Vianney i sveta Mala Terezija. Pisci kao što su službenica Božja Concepcion Cabrera de Armida i bl. Marija Candida od Euharistije, napisale su brojne tekstove na temelju euharistijskih meditacija.
Kada je euharistijsko klanjanje dvadeset i četiri sata dnevno bez prestanka, to se zove trajno klanjanje. U samostanima se tako klanjaju redovnici ili redovnice, a u župama župljani dobrovoljci počevši od 20. stoljeća. Prigodom molitve u kapeli u bazilici sv Petra, gdje je trajno klanjanje, papa Ivan Pavao II. molio je da trajno klanjanje bude u svakoj župi u svijetu. Dugo vremena jedino takvo mjesto u Hrvatskoj bila je Kapela Corpus Domini u Zagrebu, ali povećava se njihov broj i krajem 2023. godine bilo ih je desetak. Papa Benedikt XVI. ustanovio je trajno klanjanje za laike u svakom od pet sektora Rimske biskupije.
Sveta ura je pobožna tradicija provođenja jednoga sata u euharistijskom klanjanju u prisutnosti Presvetog Sakramenta.

## Trajno euharistijsko klanjanje
Trajno euharistijsko klanjanje je euharistijsko klanjanje dvadeset i četiri sata dnevno bez prestanka u kapelama, koje su određene za trajno klanjanje.
Slično "vječnoj krunici" u kojoj krunicu neprekidno moli skupina ljudi koja se mijenja, ova je praksa stekla popularnost među rimokatolicima u Francuskoj u 19. stoljeću i od tada se proširila na katolike laike u župama diljem svijeta. 
Kod trajnog euharistijskog klanjanja određena osoba sudjeluje u klanjanju u trajanju od jednog sata ili više, tako da uvijek postoji barem jedna osoba koja sudjeluje tijekom svakog dana i noći. Međutim, za vrijeme mise Presveti se sakrament polaže i ponovno izlaže nakon mise.
Trajno klanjanje Bogu psalmom i molitvom tradicija je među kršćanima od davnina, npr. u istočnom kršćanstvu od 400. godine kada su redovnici Acoemetae danonoćno održavali bogoslužje; a u zapadnom kršćanstvu redovnici u samostanu Agaunum obavljali su neprestane molitve od njegova osnutka 522. godine odredbom kralja Žigmunda od Burgundije.
Prvi zabilježeni slučaj trajnog euharistijskog klanjanja službeno je započeo u Avignonu, u Francuskoj, 11. rujna 1226. Kako bi proslavio i zahvalio za pobjedu nad Albigenzima u opsadi Avignona, kralj Luj VIII. je zatražio da se sakrament izloži u kapelici Svetog Križa. Veliki broj klanjatelja naveo je mjesnog biskupa Pierrea de Corbiea neka omogući nastavak klanjanja na neodređeno vrijeme. Uz dopuštenje pape Honorija III., ideja je ratificirana i klanjanje se ondje nastavilo praktički bez prekida sve dok protukatolički sentiment Francuske revolucije nije zaustavio 1792. godine.
Dana 25. ožujka 1654. Majka Mechtilda od Presvetog Sakramenta utemeljila je benediktinsko društvo u tu svrhu, uvodeći trajno euharistijsko klanjanje na zahtjev Père Picottea. On je bio ispovjednik Ane Austrijske koja ga je zamolila za zavjet za izbavljenje Francuske iz rata i red je nastao kao odgovor na taj zavjet. Kupljena je mala kuća u Ulici Feron u Parizu i benediktinski samostan, osnovan u tu svrhu, gdje je započelo trajno klanjanje 25. ožujka 1654. Jedna ili više časnih sestara klečale su pred oltarom u klanjanju svakog sata dana i noći. Jednostavna benediktinska pravila s kojima su redovnice počele izmijenjena su i službeno odobrenje za trajno klanjanje dala je Camera Apostolica u Rimu 1705. godine.
Razne katoličke družbe i redovi formirane su za specifičnu svrhu trajnog klanjanja prije 19. stoljeća, npr. Trajni klanjatelji Presvetog Sakramenta (1659. u Marseilleu), Družba Presvetog Srca Isusova i Marijina i trajnog klanjanja (osnovana 1768. u Parizu), i Redovnice vječnog klanjanja (1789., Švicarska).
Početkom 19. stoljeća u Francuskoj, kao i drugdje u Europi, počinju se javljati jake struje u korist euharistijske pobožnosti, pobožnosti i klanjanja. Propovjednici kao što su: Prosper Guéranger, Petar Julijan Eymard i Ivan Vianney bili su vrlo učinkoviti u obnavljanju takvih pobožnosti.
U 19. stoljeću dolazi do porasta društava trajnog klanjanja i u nekih postojećih redova (npr. dominikanaca i klarisa) npr.: Sestre trajnog klanjanja (1845. u Bretanji), klarise trajnog klanjanja (također 1854.), Redovnice trajnog klanjanja (Bruxelles, 1857.), Službenice Presvetog Sakramenta (1858., Pariz), Sestre svetog Franje od trajnog klanjanja (1863., Olpe, Njemačka), Sestre klanjateljice Duhu Svetomu (Nizozemska, 1896). Brojni redovi trajnog klanjanja također su osnovani u Sjedinjenim Državama, npr. Sestre franjevke trajnog klanjanja (1849. Wisconsin) i Benediktinske sestre trajnog klanjanja (1874., Clyde, Missouri). 
Klarise iz samostana Svete Marije od Anđela trajnog klanjanja, u Drumshanbou, Irska, prve su uspostavile trajno klanjanje 25. ožujka 1870. i nastavile s tom praksom bez prekida do danas. Sestre franjevke trajnog klanjanja mole bez prestanka dulje nego itko u Sjedinjenim Državama; praksa je započela 1. kolovoza 1878., u 11 sati, a službeno je završila na Pepelnicu, 26. veljače 2020. Tako se neprestana molitva održavala bez prekida 141 godinu.